# Stinkbläcksvamp
Stinkbläcksvamp (Coprinopsis narcotica) är en svampart som först beskrevs av August Johann Georg Karl Batsch, och fick sitt nu gällande namn av Redhead, Vilgalys & Moncalvo 2001. Stinkbläcksvamp ingår i släktet Coprinopsis och familjen Psathyrellaceae.  Arten är reproducerande i Sverige. Inga underarter finns listade i Catalogue of Life.